# 정선 석회암층
정선 석회암층(Jeongseon limestone formation, 旌善 石灰巖層)은 대한민국 태백산분지 내 강원특별자치도 정선군과 평창군 일대에 분포하는 고생대 조선 누층군 평창층군과 용탄층군의 석회암 지층이다. 정선 석회암층은 태백층군 막골층의 상위에, 용탄층군 행매층의 하위에 있다.

## 개요
정선 석회암층(Jeongseon Limestone Formation, 旌善 石灰巖層)은 강원특별자치도 정선군과 평창군 일대에 정선 대향사를 중심으로 그 양쪽 날개에 분포한다. 그 지역적 분포 때문에 정선 석회암층은 조선 누층군 평창층군과 용탄층군 양쪽에 모두 포함된다. 최덕근(1998)은 정선형 조선 누층군 대신 용탄층군이라는 지층명을 새로 제안하고 이하영 외(1979)의 견해를 따라 용탄층군에 정선 석회암층과 행매층을 포함시켰다.

## 연구
- 김옥준 외(1973)은 정선 석회암층이 하나의 지층이 아니라 태백층군의 화절층, 두무동층, 막동 석회암층에 대비되는 지층으로 이 지층들이 습곡과 단층에 의해 반복적으로 나타나는 것으로 보았다.[2]
- 손치무와 정지곤(1976)은 정선군 지역의 조선 누층군을 하부로부터 막골층, 정선 석회암층, 행매층으로 구분하고 행매층은 두 층 위에 부정합으로 놓인다고 하였다.[3]
- 이하영(1976)은  정선군 정선읍 지역의 정선 석회암층으로부터 오르도비스기를 지시하는 Scolopodus, S. alatus Bradshaw와 S. giganteus Sweet & Bergström 코노돈트 화석을 발견하였다.[4]
- 장보안과 강성승(1998)은 정선 석회암층에서 10개의 방해석 시료를 채취해 변형률과 고응력장의 상대적 크기 및 방향 등을 연구하였다. 계산 결과 역단층을 유발하는 압축응력은 동-서 및 북서-남동 방향이 가장 우세하고 남-북과 북동-남서 방향도 나타난다. 여러 연구 결과를 종합해 볼 때 동-서 방향의 고응력장은 고생대 실루리아기에서 중생대 트라이아스기까지 장기간에 걸쳐서 작용한 고응력장 또는 실루리아기부터 송림 변동 이전까지 작용한 고응력장 둘 중 하나를 반영한다. 북서-남동 방향의 최대 수명 응력은 쥐라기에 발생한 대보 조산운동의 고응력장을 반영하는 것으로 보인다.[5]
- 정선 석회암층은 오르도비스기 후기에 약 500 m 이상의 두께로 퇴적된 후, 그 위에 약 50~200 m 두께의 행매층과 약 200 m 두께의 실루리아기 회동리층이 퇴적되면서 얕은 매몰 환경 하에 놓이게 되었다. 정선 석회암층은 퇴적된 후 중기 및 후기 고생대와 중생대 기간 동안 지구조적인 영향으로 변형을 받은 것으로 보인다. 오르도비스기 후기와 펜실베이니아세 초기 사이에 주된 지구조적 운동으로 정선 석회암층을 포함한 조선 누층군이 융기되어 지표에 노출된 것으로 보인다. 이 지구조적인 운동 이후 약 3.3 km 두께의 평안 누층군이 퇴적되어 정선 석회암층은 깊은 매몰 환경에 있게 되었다. 이들 고생대 지층들은 송림 변동, 대보 조산운동, 불국사 조산운동 등의 지각 변동을 겪으며 정선 석회암층이 지표에 노출된 후 현재에 이른 것으로 생각된다.[6][7]
- 이병수(2020)는 코노돈트 화석 산출에 의해 정선 석회암→하부 석회암 상부에서 Erraticodon tangshanensis, 최상부에서 행매층 중부까지 Eoplacognathus suecicus 코노돈트 생층서대를 설정하였다. 정선 석회암층에서는 Acontiodus viriosus, Eoplacognathus sp., Erraticodon tangshanensis, Triangulodus changshanensis 등의 코노돈트 화석이 산출되었다. 이 2개 생층서대는 정선 중동부의 막골층 하부-중부에 대비되며 지질시대는 오르도비스기 중기 다르윌리안(Darriwilian)이다. 정선 석회암층이라는 이름은 암층서나 생층서적으로 적절하지 않다고 하였다.[8]

| 지층 | 지층                      | 생층서대 이름                                     |
| ---- | ------------------------- | ------------------------------------------------- |
|      | 회동리층                  | Tasmanognathus sishuiensis-Erismodus asymmetricus |
|      | 회동리층                  | Aurilobodus serratus                              |
|      | 행매층                    |                                                   |
|      | Eoplacognathus suecicus   |                                                   |
|      | 정선 석회암층             |                                                   |
|      | Erraticodon tangshanensis |                                                   |
|      | -                         |                                                   |

## 지역별 암상

### 정선군
정선군에서 정선 석회암층은 담회색 또는 암회색 결정질 석회암으로 구성되며 여러 곳에서 얇은 층의 회녹색 또는 갈색 석회질 셰일이 협재되기도 한다. 대체로 북동 10~30°의 주향과 남서 30~60°의 경사를 가지고 정선읍을 중심으로 여량면 여량리-유천리에서 북평면 정선읍 용탄리, 광하리, 여탄리, 애산리, 가수리, 귤암리에 이르는 지역에 넓게 분포한다. 북평면 북평리-남평리 지역에서는 북동 주향의 스러스트 단층에 의해 본 석회암 지층의 일부가 그 상부의 평안 누층군과 2~3회 반복되어 나타난다. 정선 석회암층의 두께는 복잡한 지질구조 때문에 정확한 측정이 어려우나 300 m 이상으로 추정된다.
태백산지구 지하자원 조사단에 의하면 주로 석회암으로 구성되며 정선군 북서부에서 평안 누층군에 의해 부정합으로 덮인다. 지층의 두께는 정선군 임계면-호명 지구에서는 여량면 봉정리 소재 반론산(1077.2 m) 부근에서 500 m 이상, 영월군 산솔면 석항리 부근에서는 60~300 m, 반륜산에서는 150 m이다. 본 지층의 기저에는 두께 1~3 m의 담갈색의 정선 규암층이 발달된다. 정선 석회암층은 막동 석회암층 위에 정합적으로 놓이는 층으로 해석된다.
정선군의 정선 석회암층
- 정선군 북평면 남평마을
지번: 남평리 1274-4 동측
도로명주소: 북평면 송석길 57-2 동측
북위 37° 25′ 42.0″ 동경 128° 39′ 29.0″ / 북위 37.428333°  동경 128.658056°
- 정선군 정선읍 덕송리 국도 제42호선 반점교차로 도로변
도로명주소: 정선읍 서동로 1327
북위 37° 24′ 17.0″ 동경 128° 40′ 18.0″ / 북위 37.404722°  동경 128.671667°
- 정선농협하나로마트 아라리점 북동측
지번: 애산리 467-2
도로명주소: 정선읍 녹송로 8 북동측
북위 37° 22′ 48.0″ 동경 128° 40′ 27.0″ / 북위 37.380000°  동경 128.674167°
- 정선군 정선읍 월통길 도로변
지번: 신월리 1096-47
북위 37° 22′ 16.0″ 동경 128° 42′ 02.0″ / 북위 37.371111°  동경 128.700556°
- 정선 산호동굴

### 평창군
평창군 내에서 정선 석회암층은 방림 스러스트 단층 하반부에 해당하는 대화면 대화리, 하안미리 서부, 방림면 방림리 동부에 분포한다. 주로 암회색 석회암으로 구성되며 백색 돌로마이트 지층을 협재한다. 전체적으로 화석 산출과 퇴적 구조가 불량하다. 평창군 다수리 일대에서는 정선 석회암층이 입탄리층을 정합적으로 덮는다. 정선군 광하교 부근의 노두를 조사한 결과에 의하면 정선 석회암층은 하부에서 (석회질)셰일이 석회암과 교호하고, 상부로 갈수록 담회색 및 암회색 석회암이 반복되어 분포하는 것으로 보고된 바 있다. 그러나 평창 지역의 입탄리층과의 경계에 분포하는 정선 석회암층은 하부에 (석회질)셰일이 나타나지 않고 편암(천매암)이 나타난다. 입탄리층이 정선 석회암층과 동일 지층이라는 주장이 있다.
평창군의 정선 석회암층
- 평창군 대화면 대화리 1064 도로변의 암회색 괴상암
북위 37° 30′ 17.0″ 동경 128° 25′ 54.7″ / 북위 37.504722°  동경 128.431861°
- 평창군 대화면 개수리 62 도로변, 층리는 동쪽으로 경사
북위 37° 30′ 19.0″ 동경 128° 25′ 02.9″ / 북위 37.505278°  동경 128.417472°
- 평창군 평창읍 여만리, 평창바위공원 북북서쪽
북위 37° 22′ 46.2″ 동경 128° 24′ 26.1″ / 북위 37.379500°  동경 128.407250°
- 정선 석회암층 중에 발달하는 평창 섭동굴

## 정선 석회암층의 지질 유산

### 정선 화암동굴
정선 화암동굴(강원기념물 제33호)은 석회암으로 이뤄진 동굴로 큰 공간을 중심으로 작은 동굴이 가지처럼 뻗어 있다. 동굴의 큰 공간은 직경 100 m, 높이 40 m에 달하여 대한민국의 석회 동굴에서 가장 큰 공간으로 알려져 있다. 1980년 2월 26일에 강원도 기념물 제33호로 지정되었다. 1922년부터 1945년까지는 상업적으로 운영되던 금광이었다. 화암동굴을 형성하고 있는 지층의 지질 연대는 고생대 캄브리아기의 조선 누층군 고성 석회암에 속하는 정선 석회암층으로 4~5억년의 연대를 나타내며 동굴의 주변에는 조선 누층군 묘봉층의 암녹색 셰일이 분포하고 있다. 동굴 전방의 산지는 막동 석회암층이 주를 이루고 있으며 동굴이 있는 지역은 풍촌 석회암층으로 구성되며 곳곳에 동점 규암층과 화절층이 분포한다.

### 평창 섭동굴
평창군 평창읍 주진리(북위 37° 23′ 55.1″ 동경 128° 25′ 41.5″ / 북위 37.398639°  동경 128.428194° )의 천연기념물 제510호 평창 섭동굴은 과거 해발고도 약 620 m 지점에서 석회석 광산 채굴과정 중 발견되어 자연 동굴이 인공 갱도 중간에 위치한다. 섭동굴 주변 지역의 정선 석회암층은 유백색 내지 담회색의 석회암과 돌로마이트 및 니질사암이 관찰되며 습곡과 단층 다수 관찰된다. (바로 앞에 평창 스러스트 단층이 있음)

### 평창 석장굴
평창군 대화면 하안미4리 도원동(북위 37° 27′ 11.9″ 동경 128° 28′ 01.5″ / 북위 37.453306°  동경 128.467083° )의 평창 석장굴은 정선 석회암층 내에 전체적으로 남-북 방향으로 발달하며 총 연장은 200 m에 이르는 것으로 알려져 있다. 내부에서 크게 2갈래의 가지굴을 형성하며 유석, 종유석, 커튼 등의 동굴생성물이 관찰된다. 내부 훼손이 심각하나 다른 동굴에서 보기 힘든 대규모의 동굴 생성물이 발달해 있다. 인근의 하안미리 구단니 마을에는 돌리네와 우발라 같은 카르스트 지형이 발달해 있다.

### 뱃재터널 절개사면 횡와습곡
평창군 방림면 방림리(북위 37° 25′ 44.59″ 동경 128° 25′ 19.95″ / 북위 37.4290528°  동경 128.4222083° )에서는 국도 제31호선 도로공사 도중 뱃재터널 북쪽 입구부의 절개사면에서 아래 사진과 같이 정선 석회암층 내에 발달한 대규모의 횡와습곡이 확인되었다. 이곳의 정선 석회암층은 괴상 석회암 퇴적단위와 엽층이 발달하는 암회색 석회질셰일 퇴적단위가 수십 cm~수 m 두께로 호층을 이루며 방해석 광맥들과 스러스트 단층 등의 지질구조가 함께 나타난다. 이곳의 대규모 횡와습곡은 상부가 북쪽으로 향하는 강한 연성 전단작용에 의해 생성된 칼집 습곡으로 고생대 말-트라이아스기에 있었던 송림 변동의 결과로 해석된다. 학술적으로 중요한 지질 유산으로 천영범 등(2019)에 의해 자세히 조사되었으며 일부 피복되었으나 현재도 습곡의 머리 부분은 관찰할 수 있다. 단 4차선 국도변에 있어 이곳에 차를 세워서는 안 되고 카카오맵의 로드뷰로 볼 수 있다.
평창군 방림면 방림리 국도 제31호선 도로변 뱃재터널 횡와습곡
- 습곡의 머리 부분

### 기타
- 정선군 정선읍 광하리 33-4 (N 37°21'31.7", E 128°37'18.2")에는 감입 곡류 하천 조양강의 곡류 지점 하상(河床)에 정선 석회암층이 넓게 드러나 있다. 이 지역에는 대체로 엽층리의 발달이 우세한 석회암 지층에 층리에 평행 또는 사교하는 스러스트 단층이 수 m 간격으로 반복 발달하면서 형성된 석회암각력암이 있다. 부근에 동강생태체험전시관, 정선507미술관 등이 있다.[19]
- 정선군 정선읍 귤암리 산 70-1 (N 37°19'17.65", E 128°36'40.55")에는 조선 누층군 정선 석회암층과 평안 누층군 만항층이 각동 단층에 의해 접하고 있다. 하천의 노두에는 다양한 퇴적 구조와 변형 구조가 관찰된다. 정선 석회암층은 괴상의 석회암과 엽층이 발달하는 석회질 셰일 퇴적층이 수십 cm 두께로 호층을 이루며, 만항층의 암회색 사암은 압쇄암의 형태를 보인다. 이 노두는 학술적으로 중요한 지질 유산으로 평가받는다.[19]
- 정선군 여량면 여량리 산 12 (N 37°26'45.0", E 128°45'7.2")의 정선 석회암층에 발달하는 정선 산호동굴 또는 정선 여량리 산호동굴은 총 연장 1,700 m의 대형 동굴로 계단 형태를 띠어 다층 구조를 보이고 동굴 산호를 비롯한 다양한 동굴 생성물이 있다. 한국에서 6개소의 동굴에서만 보고된 석고석회(Gypsum flower)가 보고되었으며 천연기념물 제509호로 지정되었다.[19]
- 정선군 정선읍 용탄리 429 (N 37°24'52.24", E 128°36'50.07")에 위치한 정선 비룡굴은 1966년 3월 정선군 자체 조사반의 답사로 처음으로 알려졌으며 주 굴은 600 m, 총연장 1,500m 정도이다. 이곳의 정선 석회암층은 암회색 내지 담홍색 석회암이 우세하고 암회색 셰일과 백색 규암도 산출된다. 동굴 내에는 대형 종유석, 석순, 석주, 폭포 등이 발달해 있으며 인위적인 오염과 훼손이 심각하여 현재 출입이 제한되어 있다.[19][21]

## 같이 보기
- 한국의 지질
  - 정선군의 지질
  - 평창군의 지질
  - 영월군의 지질
- 조선 누층군
  - 막동 석회암층
  - 풍촌 석회암층
- 정선 화암동굴